# Pas de Boeuf
Der Pas de Boeuf (übersetzt „Ochsenpass“)  ist ein 2817 m ü. M.  hoher Saumpass zwischen den Gemeinden  Oberems im Turtmanntal und Anniviers, Ortsteil St. Luc im Val d’Anniviers im Kanton Wallis, Schweiz.
Der Aufstieg aus dem Turtmanntal durch das Bortertälli ist lang und anstrengend. Der Aufstieg aus dem Val d’Anniviers lässt sich durch die Fahrt mit der Standseilbahn von St. Luc zur Bergstation Tignousa auf 2186 m ü. M. abkürzen.
Eine der beiden Wanderrouten auf die Bella Tola sowie im Winter die Skipiste von der Bella Tola führen am Pas de Boeuf vorbei.